# Lisbeth Trickett
Lisbeth Trickett, dawniej Lenton; znana jako Libby Trickett (ur. 28 stycznia 1985 w Townsville, stan Queensland) – australijska pływaczka specjalizująca się w stylu dowolnym i motylkowym, trzykrotna mistrzyni olimpijska, ośmiokrotna mistrzyni świata i była rekordzistka świata.

## Kariera
Sięgnęła po złoty medal olimpijski na igrzyskach w Atenach 2004 w sztafecie 4 × 100 m stylem dowolnym; wraz z koleżankami ze sztafety – Alice Mills, Petrią Thomas i Jodie Henry – ustanowiła w wyścigu olimpijskim rekord świata (3:35,94). Na tej samej olimpiadzie zdobyła również brązowy medal na 50 m stylem dowolnym.
Kolejną imprezą światową, z której Lenton przywiozła kilka medali, były mistrzostwa świata w Montrealu w lipcu 2005. Na dystansie 100 m stylem motylkowym Lenton była druga, za rodaczką Jessicah Schipper, a przed Polką Otylią Jędrzejczak. Ponadto zdobyła złoto na 50 m stylem dowolnym oraz w sztafetach 4 × 100 m stylem dowolnym (z rekordem mistrzostw świata) i 4 × 100 m stylem zmiennym.
Od 31 marca do sierpnia 2004 należał do niej rekord świata na 100 m stylem dowolnym; rekord ustanowiony na pływalni olimpijskiej w Sydney odebrała jej w półfinale olimpijskim w Atenach koleżanka z reprezentacji Jodie Henry. 8 sierpnia 2005 Lenton ustanowiła rekord świata na 100 m stylem dowolnym na basenie 25-metrowym (51,91), poprawiając wynik Szwedki Theresy Alshammar.
Trenerem Lisbeth Lenton jest urodzony w Szwajcarii Stephan Widmer; na basenie Fortutude Valley Pool w Brisbane pod opieką Widmera trenuje również rekordzistka świata na 100 m stylem klasycznym Leisel Jones.
7 kwietnia 2007 roku zmieniła stan cywilny, wyszła za australijskiego pływaka Luke'a Tricketta.
W grudniu 2009 ogłosiła zakończenie kariery.
We wrześniu 2010 roku powróciła do pływania. Ostatecznie zakończenie kariery ogłosiła w lipcu 2013.

## Rekordy świata
| Data             | Miejsce   | Konkurencja           | Rezultat | Status                               |
| ---------------- | --------- | --------------------- | -------- | ------------------------------------ |
| 31 marca 2004    | Sydney    | 100 m stylem dowolnym | 53,66 s  | do 18 sierpnia 2004 Jodie Henry      |
| 31 stycznia 2006 | Melbourne | 100 m stylem dowolnym | 53,42 s  | do 2 sierpnia 2006 Britta Steffen    |
| 27 marca 2008    | Sydney    | 100 m stylem dowolnym | 52,88 s  | do 25 czerwca 2009 Britta Steffen    |
| 29 marca 2008    | Sydney    | 50 m stylem dowolnym  | 23,97 s  | do 19 kwietnia 2009 Marleen Veldhuis |

## Sukcesy

### Igrzyska olimpijskie
- 2004 Ateny:  (sztafeta, 4x100 m stylem dowolnym)
- 2008 Pekin:  (100 m stylem motylkowym)
- 2008 Pekin:  (sztafeta, 4x100 m stylem dowolnym)
- 2004 Ateny:  (50 m stylem dowolnym)
- 2008 Pekin:  (100 m stylem dowolnym)

### Mistrzostwa świata (basen 50 m)
- 2005 Montreal:  (50 m stylem dowolnym)
- 2005 Montreal:  (50 m stylem dowolnym)
- 2005 Montreal:  (sztafeta, 4x100 m stylem dowolnym)
- 2005 Montreal:  (sztafeta, 4x100 m stylem zmiennym)
- 2007 Melbourne:  (50 m stylem dowolnym)
- 2007 Melbourne:  (100 m stylem dowolnym)
- 2007 Melbourne:  (100 m stylem motylkowym)
- 2007 Melbourne:  (sztafeta, 4x100 m stylem dowolnym)
- 2007 Melbourne:  (sztafeta, 4x100 m stylem zmiennym)
- 2005 Montreal:  (100 m stylem motylkowym)
- 2005 Montreal:  (sztafeta, 4x200 m stylem dowolnym)
- 2009 Rzym:  (sztafeta, 4x100 m stylem dowolnym)
- 2009 Rzym:  (100 m stylem dowolnym)
- 2009 Rzym:  (sztafeta, 4x100 m stylem zmiennym)

### Mistrzostwa świata (basen 25 m)
- 2004 Indianapolis:  (100 m stylem dowolnym)
- 2004 Indianapolis:  (sztafeta, 4x100 m stylem zmiennym)
- 2006 Szanghaj:  (50 m stylem dowolnym)
- 2006 Szanghaj:  (100 m stylem dowolnym)
- 2006 Szanghaj:  (100 m stylem grzbietowym)
- 2006 Szanghaj:  (sztafeta, 4x200 m stylem dowolnym)
- 2006 Szanghaj:  (sztafeta, 4x100 m stylem zmiennym)
- 2004 Indianapolis:  (50 m stylem dowolnym)
- 2004 Indianapolis:  (sztafeta, 4x200 m stylem dowolnym)
- 2006 Szanghaj:  (sztafeta, 4x100 m stylem dowolnym)
- 2004 Indianapolis:  (50 m stylem grzbietowym)
- 2004 Indianapolis:  (sztafeta, 4x100 m stylem dowolnym)

## Wyróżnienia
- 2005: najlepsza pływaczka roku w Australii

## Odznaczenia
- Order of Australia